# Stazione di Pantanella
La stazione di Pantanella è una fermata ferroviaria posta sulla linea Roma-Albano, a servizio della località di Pantanelle, frazione dei comuni di Ciampino e Marino.

## Storia
La fermata di Pantanella venne attivata il 19 settembre 1989.

## Movimento
La fermata è servita dai treni regionali gestiti da Trenitalia in servizio sulla linea regionale FL4 (tratta Roma-Albano).

## Interscambi
La fermata è servita da autobus extraurbani COTRAL.